# コルマック・ダリー
コルマック・ダリー（Cormac Daly、1998年5月1日 - ）は、ジャパンラグビーリーグワン横浜キヤノンイーグルスに所属するラグビーユニオンの選手。

## プロフィール
- アイルランドのキルデア州キルコック出身。
- ポジションはロック(LO)。
- U20アイルランド代表に選ばれたことがある[1][2]。

## 略歴
アイルランドのラグビークラブ レンスターを経て、2017年にクロンターフFC（Clontarf F.C.）に入団。2018年にはU20アイルランド代表となった。 
2019年から、アメリカ合衆国内のリーグ戦「メジャーリーグラグビー」に参加しているラグビー・ユナイテッド・ニューヨーク（ニューヨーク州ブルックリン）に所属した。2020年、新型コロナウイルス感染症の世界的流行のため退団。
2020年からクロンターフFC（Clontarf F.C.）に復帰。
2023年、スーパーラグビーに所属するオーストラリアのクイーンズランド・レッズに1年契約で入団。
2024年8月、横浜キヤノンイーグルスへの入団を発表した。同年12月29日に行われたJAPAN RUGBY LEAGUE ONE第2節カンファレンスA神戸スティーラーズ戦にて途中出場でリーグワン公式戦初出場を果たした。